# Palaemonella lata
Palaemonella lata är en kräftdjursart som beskrevs av Kemp 1922. Palaemonella lata ingår i släktet Palaemonella och familjen Palaemonidae. Inga underarter finns listade i Catalogue of Life.